# Contea di Arlington
La contea di Arlington (in inglese Arlington County; già contea di Alexandria) è una contea nello Stato statunitense della Virginia.

## Descrizione
Si trova nel nord dello Stato, sulla riva ovest del fiume Potomac, a sud-ovest della capitale federale Washington, D.C.. La popolazione al censimento nel 2020 era di 238 643 abitanti. È la quinta contea degli Stati Uniti per reddito pro capite e l'undicesima per popolazione.
Vista la sua vicinanza alla capitale, ospita il Pentagono, quartier generale del Dipartimento della difesa, la Drug Enforcment Administration, il cimitero nazionale di Arlington, luogo di sepoltura degli eroi militari statunitensi, l'American Anthropological Association e l'aeroporto Nazionale Ronald Reagan.
Arlington sarà inoltre sede del futuro Amazon HQ2, l'espansione della sede di Amazon da Seattle. La fase 1 del progetto è già stata aperta ed ha una capacità di 14 000 dipendenti. Dal 2023 anche la Boeing ha spostato la sua sede da Chicago nella contea di Arlington.